# Тензорне числення
Тензорне числення — традиційна назва розділу математики, що вивчає тензори і тензорні поля. Тензорне числення поділяється на тензорну алгебру, котра є основною частиною  багатолінійної алгебри, і тензорний аналіз, що вивчає диференціальні оператори на алгебрі тензорних полів.
Тензорне числення є важливою складовою частиною апарату диференціальної геометрії. Оскільки воно вперше систематично було розвинуто Г. Річі і Т. Леві-Чівітою.
Термін «тензор» ще з середини XIX століття вживається в механіці при описі пружних деформацій тіл. З початку XX століття апарат тензорного числення систематично використовується в релятивістській фізиці.